# Solenopsis punctaticeps
Solenopsis punctaticeps es una especie de hormiga del género Solenopsis, subfamilia Myrmicinae.

## Distribución
Esta especie se encuentra en Botsuana, República Democrática del Congo, Etiopía, Kenia, Mozambique, Sudáfrica, Tanzania, Uganda, Zambia y Zimbabue.